# Астьер
Астье́р (фр. Hastière, валлон. Astire / Grande Astire) — коммуна в Валлонии, расположенная в провинции Намюр, округ Динан. Принадлежит Французскому языковому сообществу Бельгии. На площади 56,46 км² проживают 5230 человек (плотность населения — 93 чел./км²), из которых 50,46 % — мужчины и 49,54 % — женщины. Средний годовой доход на душу населения в 2003 году составлял 9 143 евро.
Почтовые коды: 5540—5544. Телефонный код: 082.